# Paulina Paszek
 (novembre 2018).
Si vous disposez d'ouvrages ou d'articles de référence ou si vous connaissez des sites web de qualité traitant du thème abordé ici, merci de compléter l'article en donnant les références utiles à sa vérifiabilité et en les liant à la section « Notes et références ».
Paulina Paszek (née le 26 octobre 1997) est une kayakiste germano-polonaise pratiquant la course en ligne.
Elle concourt pour la Pologne jusqu'en 2020 avant de concourir sous les couleurs de l'Allemagne à partir de 2021.

## Palmarès

### Championnats du monde de course en ligne
- 2022 à Dartmouth (Canada)
  -  Médaille d'argent en K-2 500 m

- 2018 à Montemor-o-Velho (Portugal)
  -  Médaille d'argent en K-2 1 000 m

- 2017 à Račice (République tchèque)
  -  Médaille de bronze en K-2 1 000 m

### Championnats d'Europe de course en ligne
- 2022 à Munich (Allemagne)
  -  Médaille de bronze en K-2 200 m
  -  Médaille de bronze en K-2 500 m
- 2018 à Belgrade (Serbie)
  -  Médaille d'or en K-2 1 000 m

### Jeux européens
- Jeux européens de 2023 à Cracovie
  -  Médaille d'argent en K-4 500 m